# Schelomo
Schelomo, rapsodia ebraica per violoncello e orchestra, è una composizione di Ernest Bloch scritta nel 1916.

## Storia
Tra i maggiori compositori di musica del XX secolo, il critico musicale francese Antoine Goléa ha valutato Ernest Bloch come una delle figure eccezionali accanto a Béla Bartók, Georges Enesco e Manuel de Falla, in considerazione della sua personalità il cui carattere va posto in relazione con il temperamento del musicista svizzero e considerato anche nell’àmbito della musica del tempo.
Non è privo di interesse il fatto che il primo strumento che Bloch imparò fosse il violino, iniziando a suonarlo all’età di nove anni e per il quale cominciò già da ragazzino a comporre alcuni piccoli pezzi. Il desiderio di dedicarsi alla composizione finì per convincerlo a completare lo studio del violino accanto a quello dell’armonia e del contrappunto che cominciò a intraprendere all’età di quattordici anni sotto la guida di Emile Jacques -Dalcroze, studioso e riformatore dell’educazione giovanile mediante l’iniziazione ai ritmi fondamentali del corpo umano e alla loro applicazione alla danza collettiva. Nel 1896, in possesso di un notevole magistero tecnico Bloch partì da Ginevra per la prima volta all’età di sedici anni per recarsi a Bruxelles allo scopo di perfezionarsi frequentando la scuola di violino del celebre musicista belga Eugène Ysaÿe, senza tuttavia tralasciare gli studi di composizione. 
Le capacità timbriche ed espressive specifiche del violino sono, accanto all’influenza del particolare stile esecutivo di Ysaÿe, la chiave per comprendere la spiccata personalità di Ernest Bloch, artista di temperamento lirico, profondo, ardente, nostalgico e appassionato. Tuttavia, malgrado la profonda conoscenza tecnica dello strumento, egli non scelse di intraprendere la carriera di solista virtuoso, preferendo dedicarsi alla composizione. Per il violino scrisse numerose pagine, rivolgendo peraltro la sua attenzione anche ad altri strumenti ad arco come la viola e il violoncello; tale produzione, pur non essendo dal punto di vista quantitativo la parte principale dell’opera di Bloch,  è quella in cui il musicista svizzero ha saputo esprimersi con maggior vigore creativo e nella quale ha offerto il meglio di sé stesso  .
Bloch compose Schelomo, rapsodia ebraica per violoncello e orchestra, nel 1916 a Ginevra, poco prima di lasciare la Svizzera per trasferirsi negli Stati Uniti d’America; erano gli anni terribili in cui imperversava in Europa la Prima Guerra Mondiale ed in quel periodo il musicista pensava alle traversie del popolo ebraico ed alle sofferenze dell’intera umanità, spinta dalla guerra al colmo dell’orrore. In Schelomo, accanto al carattere prettamente ebraico della composizione, risalta con estrema chiarezza il sentimento umano dell’autore .
La creazione della Rapsodia rivela come un solista virtuoso non solo possa essere un assai valido consigliere in materia di soluzioni tecniche per il compositore, ma sia anche in grado di offrire un prezioso stimolo per una composizione. Fu così che Bloch, dopo aver conosciuto il violoncellista Alexandre Barjansky, decise di cambiare il progetto di comporre un ciclo di musiche per voce solista e orchestra intitolato Ecclesiaste e di sostituirlo con un'altra opera nella quale avrebbe affidato i messaggi biblici non più alla voce umana bensì a quella «più penetrante e più complessa», completamente libera, del violoncello  . 
Eseguita per la prima volta nel maggio 1916 a New York, Schelomo sarebbe divenuta la più celebre e popolare delle composizioni di Bloch e una delle maggiori opere della letteratura per il violoncello del XX secolo  .

## Struttura
Il tema spirituale di Schelomo è la parola dell’Ecclesiaste, riguardo alla vanità delle vanità e a tutte le cose vane. Benché non si abbiano certezze storiche riguardo all’identità dell’Ecclesiaste, sovente si attribuisce la paternità del libro al re Salomone (Schelomo, in lingua ebraica), da cui deriva il titolo della rapsodia di Bloch. Mentre il violoncello solista rappresenta la voce del biblico re, l’orchestra traduce le risposte del suo popolo. L’insieme dà luogo ad un dialogo patetico e grandioso al tempo stesso, il cui tema è costituito dalla vanità delle aspirazioni umane. 
In Schelomo il pessimismo prevale di fronte alla permanenza del dolore. Quanto Bloch stesso ha detto riguardo al carattere ebraico della propria musica, ne conferma il carattere universale della medesima: «Io non mi propongo né desidero raggiungere una ricostruzione fedele della musica degli Ebrei, e nemmeno fondare la mia opera su melodie ebraiche più o meno autentiche. Non sono un archeologo. Penso che l’essenziale sia di scrivere una musica buona e sincera. Ciò che mi interessa, è il contenuto dello spirito degli Ebrei, la vita complessa, ardente, agitata che vibra per me nella Bibbia; il vigore e il candore dei Patriarchi, la violenza d’espressione dei libri dei Profeti, l’amore innato per la giustizia, la disperazione dei predicatori di Gerusalemme, la grandiosità del libro di Giobbe, la sensualità del Cantico dei Cantici. È tutto ciò che io desidero interpretare con la mia musica, ciò che giace nel più profondo di noi stessi» .
Va peraltro osservato come la produzione nobile e vasta di Bloch se da un lato si caratterizza per lo spirito dell’antica anima ebraica, da un altro manifesta la sua posizione musicale nel XX secolo ponendosi tra il post - debussysmo e talune esperienze della musica francese ad essa coeve. È il caso, ad esempio, del Concerto grosso per archi e pianoforte (1924-25), del Concerto per violino e orchestra e delle composizioni cameristiche (Quartetti per archi, Sonate per violino e pianoforte, brani pianistici) . Di ebraico, secondo Massimo Mila, e più esattamente di orientale nella musica di Bloch «non vi si notano che a tratti alcune qualità: scarso senso costruttivo, indolente ondeggiare della melodia entro uno spazio indeterminato, un che di rapsodico, un verbalismo diffuso e talvolta querulo, nasale della melodia» .
Bloch è d’altro canto compositore che intende la musica come un messaggio e che tende a esprimersi attraverso modernità neoclassiche e tardi echi di romanticismo europeo, rivelando talvolta le sue origini ma esprimendosi con vigore e decisione. Al pari di Anton Bruckner, Bloch è un musicista lento e mistico, in un certo senso inattuale . Osserva ancora Massimo Mila: «Ascoltandosi si infervora, i pensieri  gli rampollano l’uno dall’altro e si succedono come annotazioni febbrili, spesso l’ultima nota di una frase è la prima di un nuovo codicillo … conclude a malincuore, e non sempre sa abbandonare un’idea musicale quando è esaurita: questa viene piuttosto ancora una volta tentata, ripresa, risollevata in un gesto inutile di perorazione» . E tuttavia, quella di Bloch è una musica ricca e producente in quanto profondamente ispirata; riguardo poi al melodismo denso ed emotivo o al rigore arcaico, essi rappresentano i due poli della sua arte musicale che hanno esercitato una non trascurabile influenza sulla musica del Novecento in Europa, Italia compresa .
Si è già detto dell’atmosfera di pessimismo che caratterizza Schelomo, tuttavia non è tanto a questa componente che si deve la vasta popolarità dell’opera, quanto soprattutto all’ardente lirismo che diventa, a dispetto della cupa atmosfera, sorgente di consolazione e di bellezza .
L’atmosfera di disperazione è resa con efficacia attraverso il ricorso da parte di Bloch del modo orientale a due “seconde aumentate” .  L’intervallo essenziale della scala ebraica è la seconda eccedente, costituita da tre semitoni e seguita da una seconda minore semitonale. Questa seconda eccedente la si trova sia prima della tonica, sia, molto spesso, tra il terzo e il quarto grado della scala minore. Quando queste due seconde eccedenti si trovano riunite in una medesima scala, si realizza tra il terzo e l’ottavo grado una successione formata da una seconda eccedente, due seconde minori e ancora una seconda eccedente. Questa successione dà all’intera scala un’espressione particolarmente dolorosa e mesta; si tratta di una successione di intervalli che è possibile ritrovare in molta musica tradizionale ebraica e non soltanto in essa .
Riguardo all’atmosfera di pessimismo, Bloch volle precisare come questa costituisse il carattere peculiare di Schelomo, osservando: «Quasi tutte le mie opere si concludono ottimisticamente o almeno con un barlume di speranza. Questa è l’unica che termina nel più nero pessimismo, giustificato peraltro dalla natura del tema» .
Nella rapsodia si possono individuare tre sezioni, con un Lento moderato iniziale dall’andamento molto libero . L’idea di rassegnazione e d’equanimità trova la sua più compiuta espressione nello sviluppo, quasi indipendente, della parte per orchestra abbellita di colori esotici da un lato, e dal monologo del violoncello solista dall’altro. A quest’ultimo Bloch affida l’esecuzione di una cadenza che fa da ponte con la successiva sezione , in tempo Allegro moderato, nella quale un tema tipicamente ebraico è annunciato inizialmente dall’oboe e successivamente esposto dalle varie sezioni dell’intera orchestra e dal violoncello solista nel corso di un’ampia progressione drammatica . La sezione conclusiva Andante moderato ripropone il materiale udito all’inizio in un’atmosfera quieta e meditativa; essa si conclude, richiamando il recitativo introduttivo, con la parte affidata al violoncello solista il cui suono dal tono rassegnato si dilegua come indicato in partitura «perdendosi quasi niente» .  

## Discografia parziale
Tra i maggiori interpreti di Schelomo va ricordato Leonard Rose, che aveva particolari affinità con quest’opera e che realizzò due incisioni molto apprezzate della Rapsodia di Bloch: una prima volta il 21 aprile 1951 con Mitropoulos e la Filarmonica di New York (accoppiata con la sua prima registrazione del Primo Concerto di Saint-Saëns) che Stereo Review descrisse come «la perfetta espressione di questa partitura appassionata di Bloch», e una seconda volta il 29 gennaio 1961 (in edizione stereofonica) con Eugene Ormandy e l’Orchestra di Filadelfia, dando prova di «una lettura fervente e appassionata» secondo il giudizio di Gramophone (Richard Evidon: The Doyen of American Cellists, pag. 7  -  Sony BMG, 2018).    
- Natalie Clein; BBC Scottish Symphony Orchestra, Ilan Volkov (Hyperion)
- Marc Coppey; Deutsches Symphonie-Orchester Berlin, Kirill Karabits (Audite)
- Curdin Coray; Royal Philharmonic Orchestra, Howard Griffiths (Gallo)
- Emanuel Feuermann; National Orchestral Association, Leon Barzin (Philips)
- Pierre Fournier; Berliner Philharmoniker, Alfred Wallenstein (Deutsche Grammophon)
- Ofra Harnoy; London Philharmonic Orchestra, Sir Charles Mackerras (RCA BMG)
- Lynn Harrell; Concertgebouw Orchestra, Bernard Haitink (Decca)
- Maria Kliegel; National Symphony Orchestra of Ireland, Gerhard Markson (Naxos)
- Mischa Maisky; Israel Philharmonic Orchestra, Leonard Bernstein (Deutsche Grammophon)
- Georges Miquelle; Eastman-Rochester Orchestra, Howard Hanson (Mercury)
- André Navarra; Czech Philharmonic Orchestra, Karel Ančerl (Supraphon)
- Zara Nelsova; Utah Symphony Orchestra, Maurice Abravanel (Vanguard Classics)
- Gregor Piatigorsky; Boston Symphony Orchestra, Charles Munch (RCA BMG)
- Leonard Rose; Philadelphia Orchestra, Eugene Ormandy (Sony BMG)
- Leonard Rose; Philharmonic-Symphony Orchestra of New York, Dimitri Mitropoulos (Sony BMG)
- Mstislav Rostropovich, Orchestre National de France, Leonard Bernstein (EMI)
- János Starker, Israel Philharmonic Orchestra, Zubin Mehta (Decca)
- Torleif Thedeen; Malmö Symphony Orchestra, Lev Markiz (BIS)
- Christine Walewska; Orchestre National de l’Opéra de Monte-Carlo, Eliahu Inbal (Philips)
- Raphael Wallfisch; BBC National Orchestra, of Wales, Benjamin Wallfisch (Nimbus Records)